# Norm Sloan
Norman Lesley Sloan, detto Norm (Indianapolis, 25 giugno 1926 – Durham, 9 dicembre 2003), è stato un cestista e allenatore di pallacanestro statunitense.

## Palmarès
- Campione NCAA (1974)
- Henry Iba Award (1974)